# Кардо, Люсьен
Люсьен Кардо (фр. Lucien Cardot, 19 октября 1838, Ровиль, департамент Мёрт — 3 августа 1920, Пюльнуа, департамент Мёрт и Мозель) — французский военный деятель, военный писатель, бригадный генерал (1895).

### Биография
Родился в семье учителя. В 1859 году начал службу солдатом в 98-м пехотном полку. Произведен в капралы (1860). В 1861 году поступил в Сен-Сирскую военную школу, которую окончил в 1863 году. 53-м в выпуске (239 учеников). В соответствии с традицией, выпуск 1863 года получил свое имя («Мексика»). Среди известных лиц вместе с Кардо учились будущие генералы Ж. М. Т. Пендезек, Л. Ф. Ю. Метцингер, Ж. Э. Дессирье, турецкий мушир и посол в Петербурге Хусни-паша.
Cу-лейтенант (1863). Вернулся в свой полк, где служил до 1873 года. В 1866—1867 годах прошел курс в Гимнастической школе, в 1870 году — в Нормальной стрелковой школе. Участвовал во франко-прусской войне 1870—1871 гг. в составе 2-й бригады 2-й дивизии IV корпуса. Находился в сражениях при Борни (14 августа 1870) и при Марс-ла-Туре (16 августа). 18 августа 1870 года ранен в сражении при Сен-Прива близ фермы Л’Анви и Верневиля. Попал в немецкий плен. Содержался в лазарете в Карлсруэ, затем в декабре 1870 г. переведен в крепость Раштадт. Освобожден 6 апреля 1871 года, вернулся во Францию и был назначен адъютантом к генералу Валансу. В 1873 году перешел на службу в Военное министерство, работал во 2-м (разведывательном) бюро Генерального штаба. Участвовал в работе по составлению пехотного устава 1875 года. В 1876 году вступил в брак с Агатой Эдит Ваше де Турнемин (1848—1893), дочерью известного художника-ориенталиста.
В 1882 году вместе с генералом Ш. А. Фэем командирован в Россию на маневры. В 1883 году состоял при генерале М. И. Драгомирове когда тот посещал маневры во Франции. В 1884 году зачислен вне штата на службу в Генеральный штаб. В том же году служил во 2-м (разведывательном) бюро Генерального штаба. В 1886 году командирован на маневры в Швецию и Данию. В 1886—1887 годах командовал батальоном в 98-м пехотном полку. Полковник (1890). В 1890 году назначен командовать 80-м пехотным полком, в 1891 году — 111-м пехотным полком. Командуя полками, стал приветствовать войска на русский манер: «Здорова, ребята!» — «Здравия желаем, господин полковник!» («Bonjour, mes enfants!» — «Bonjour, mon colonel!»). В 1893 году принимал участие в приеме русской эскадры в Тулоне. Бригадный генерал, командир 40-й пехотной бригады и начальник территориальной суб-дивизии в Сен-Мало и Гранвиле (1895). В том же году посетил частным образом Россию. В 1900 году получил отставку в связи с достижением предельного возраста.

### Взгляды

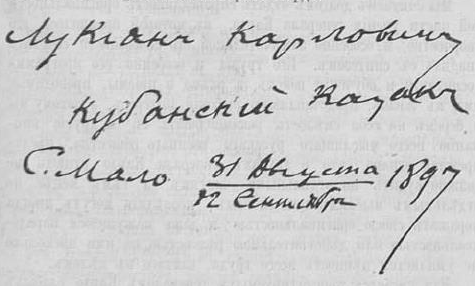
Факсимиле Люсьена Кардо

Кардо знал русский и немецкий языки, читал Суворова, Клаузевица, Шерфа и других военных авторов. Считал себя учеником Драгомирова. Издал серию работ под общим названием «Обучение и воспитание войск». Труд заключал в себе три части «Доктрина», «Метод» и «Наши большие маневры. Необходимая ломка». В последней из них Кардо критиковал способы организации маневров во Франции как нереалистичные и излишне зарегулированные. Кроме того, Кардо критиковал господствовавшую тогда во Францию идею стратегического авангарда, который должен был прикрывать действия основных сил.
Использовал псевдонимы «45» и «Loukiane Carlovitch, Casaque du Kouban».
А. А. Керсновский писал: 

"Во французской армии ревностным проповедником драгомировских идей явился генерал Кардо, составивший себе имя в военной литературе под псевдонимом «Loukiane Carlovitch, Casaque du Kouban».— Керсновский А.А. История Русской армии. — М., 1994.

### Награды
Кавалер (1871), офицер (1893), командор (1900) ордена Почётного легиона. Награждён российскими орденами Святого Станислава 2-й (1882) и 1-й степеней и Святой Анны 2-й степени (1883, бриллиантовые знаки к нему — 1893), а также другими наградами.

### Труды
- Éducation et instruction des troupes. Essais sur la doctrine. Nouvelles «Paroles» par le Cosaque du Kouban. Les leçons du 16 août. Paris : Berger-Levrault, 1903.
- Hérésies et apostasies militaires de notre temps, par le général Cardot. Paris : Berger-Levrault, 1908.